# Basilisco (imperador)
Flávio Basilisco (em grego: Βασιλίσκος; romaniz.: Basilískos; em latim: Basiliscus; m. 476/7) foi imperador do Império Bizantino de 9 de janeiro de 475 a agosto de 476. Tornou-se mestre dos soldados da Trácia em 464, sob o comando de seu cunhado, o imperador Leão I, o Trácio (r. 457–474). Comandou o exército na invasão ao Reino Vândalo em 468, que foi derrotada na Batalha do Cabo Bon. Houve acusações na época de foi subornado por Áspar, mas muitos historiadores descartam isso, concluindo que era incompetente ou tolo por aceitar a oferta de trégua do rei vândalo Genserico, que a usou para construir navios de fogo. A derrota custou ao império 130 mil libras (59 mil quilos) de ouro, fazendo com que pairasse acima da falência por 30 anos. Quando ele retornou a Constantinopla, foi à Igreja de Santa Sofia em busca de refúgio. Sua irmã, a imperatriz Verina, garantiu-lhe o perdão e deixou a igreja para se aposentar em Heracleia.
Quando Leão faleceu em 474, seu neto Leão II ascendeu, mas logo morreu; seu pai, Zenão subiu ao trono no mesmo ano, em posição politicamente precária. Verina conspirou para instalar o mestre dos ofícios Patrício, seu amante, como imperador. Esta conspiração foi apoiada por Basilisco, que conseguiu recrutar os irmãos isauros Ilo e Trocundes, bem como o sobrinho de Verina, Armato. Zenão fugiu em 9 de janeiro de 475, depois de saber da trama ou depois que Verina o avisou de que sua vida estava em perigo. Embora Patrício fosse o sucessor pretendido, Basilisco convenceu o senado bizantino a aclamá-lo.
Basilisco rapidamente perdeu o apoio do povo depois da combinação de impostos pesados, políticas heréticas e um desastre natural visto como ira divina por essas visões heréticas. Numa tentativa de aumentar o apoio, abraçou os miafisistas, restaurando Timóteo II como patriarca de Alexandria e Pedro como patriarca de Antioquia. Atendeu aos conselhos deles e emitiu uma encíclica em 9 de abril de 475 que promoveu os três primeiros concílios ecumênicos da igreja (Niceia, Constantinopla e Éfeso) e condenou o da Calcedônia e o Tomo de Leão. O patriarca de Constantinopla Acácio se opôs fortemente e, junto a Daniel, o Estilita, virou a população contra ele.
Basilisco rapidamente perdeu seus aliados, até Verina, pois executou Patrício. Ilo e Trocundes, que estavam sitiando Zenão na Isáuria, foram convencidos por Zenão a desertar, e logo os três marcharam suas tropas à capital. Ao ouvir isso, Basilisco ordenou que Armato tomasse várias tropas e as interceptasse. Armato traiu Basilisco depois que Zenão lhe prometeu a posição de mestre dos soldados na presença por toda a vida, e que seu filho, Basilisco, seria feito césar. Armato então dirigiu seu exército para longe da estrada pela qual Zenão estava viajando, permitindo que entrasse na capital sem oposição em agosto de 476. Basilisco e sua família se esconderam em uma igreja até que Zenão prometeu não executá-los, e foram exilados para Limnas na Capadócia, onde foram decapitados ou presos em uma cisterna seca e deixados para morrer de fome.

## Vida

### Primeiros anos e família
Basilisco nasceu em data desconhecida, provavelmente nos Bálcãs. Era irmão da futura imperatriz Élia Verina, esposa do imperador bizantino Leão I, o Trácio (r. 457–474). O historiador Stefan Krautschick argumenta que, como o sobrinho de Basilisco, Armato, era irmão do bárbaro Odoacro, Basilisco era, portanto, também o tio de Odoacro e um bárbaro; este argumento foi contestado pelos historiadores Wolfram Brandes, e Hugh Elton. Elton observa que o argumento de Krautschick se baseia em uma única fonte grega fragmentária, tornando seu argumento aceitável, mas ignora a total falta de fontes contemporâneas que mencionem sua etnia ou relação com Odoacro. Basilisco casou-se com Élia Zenonis, e com ela produziu um filho, Marco. As origens de Zenonis são desconhecidas, mas pode ter sido uma miafisista, já que alguns autores a creditam por impulsionar as políticas religiosas de Basilisco. Basilisco também foi relacionado pelo casamento com o imperador Júlio Nepos (r. 474–475/80), como tio da esposa de Júlio Nepos. Zenonis é acusado de ter tomado Armato, sobrinho de Basilisco, como amante. O bizantinista J.B. Bury, resumindo as fontes Suda, Cândido Isauro e Malco afirma que:
| “ | Basilisco permitiu que Armato, por ser um parente, se associasse livremente com a imperatriz Zenonis. Suas relações se tornaram íntimas e, como ambos não eram pessoas de beleza comum, ficaram extravagantemente apaixonados um pelo outro. Trocavam olhares, constantemente viravam o rosto e sorriam um para o outro; e a paixão que foram obrigados a ocultar era a causa de mágoa e dor. Confiaram seus problemas a Daniel, um eunuco, e a Maria, uma parteira, que mal curou sua doença com o remédio de reuni-los. Então Zenonis persuadiu Basilisco a conceder a seu amante o cargo mais alto da cidade. | ” |

### Carreira militar
Leão subiu ao trono do Império Romano do Oriente em 457 após a morte do imperador Marciano (r. 450–457). Áspar, o mestre dos soldados, o selecionou para esta posição, assim como ele mesmo havia selecionado Marciano. Apesar de ser meio alano e meio godo, Áspar teve muita influência no império desde meados do século V, e exerceu poder significativo sobre Marciano e Leão. Basilisco serviu como oficial militar sob Leão, e foi feito cônsul do Oriente em 465, com Hermenerico como cônsul do Ocidente. Basilisco recebeu o posto de mestre dos soldados da Trácia em cerca de 464, e manteve-o até 467/8. Durante este período conseguiu muitas vitórias na Trácia contra os hunos e godos e liderou tropas em uma guerra contra um grupo misto dos dois em 466/7, junto com Anagasto, Áspar e Óstris. Foi feito patrício em algum momento, mencionado pela primeira vez como tal em 468.
Por volta de 466, Leão tentou se libertar do controle de Áspar. Utilizou o apoio dos isauros, casando-se a chefe isauro Zenão (r. 474–475, 476–491) com sua filha Ariadne, em troca de apoio. Isso resultou numa mudança significativa na política imperial oriental, terminando notavelmente a política de ignorar os pedidos de ajuda militar do Ocidente. Depois que Antêmio (r. 467–472), genro de Marciano, foi instalado por Leão como imperador do Ocidente em 12 de abril de 467, uma embaixada foi enviada ao rei vândalo Genserico, para informá-lo e avisá-lo para não interferir na Itália ou no trono romano ocidental; Genserico acusou-os de violar um tratado anterior, possivelmente promulgado em 433, e se preparou à guerra. Rumores podem ter se espalhado em Constantinopla de que os vândalos estavam preparando uma invasão de Alexandria. Como resultado disso, em 468 Basilisco recebeu o comando de uma expedição contra os vândalos, e provavelmente promovido a mestre dos soldados na presença naquela época. Diz-se que a frota consistia de 1 113 navios, com mais de 100 mil homens sob o comando de Basilisco,[a] incluindo mercenários de até Olândia, na Suécia. De acordo com Bury, Leão foi influenciado por Verina e Áspar em sua seleção de Basilisco, a quem descreve como "incompetente e não confiável"; afirma ainda que Áspar escolheu intencionalmente um comandante pobre, para evitar que Leão se tornasse mais forte por meio do enfraquecimento dos vândalos. Os historiadores Gerard Friell e Stephen Williams rejeitam isso, mas aceitam que Verina pressionou por sua nomeação e que Áspar não se opôs. O historiador Peter Heather aponta que, neste ponto, Basilisco havia acabado de retornar de um sucesso considerável na fronteira balcânica do império.
Marcelino, um comandante romano ocidental, foi enviado para capturar a Sardenha e depois navegar para se unir aos exércitos orientais perto de Cartago, a capital vândala. Basilisco deveria navegar com a maior parte das forças diretamente para Cartago, e o conde dos assuntos militares oriental Heráclio de Edessa deveria reunir forças orientais no Egito, desembarcar na Tripolitânia e depois se aproximar de Cartago por terra; forçando os vândalos a lutar em três áreas. Marcelino conquistou a Sardenha com pouca dificuldade, e Heráclio tomou a fortaleza de Trípoli, e ambos se dirigiram para se conectar com as forças de Basilisco. As galeras de Basilisco espalharam a frota vândala perto da Sicília, algo que Procópio disse ter feito Genserico desistir de tudo, temendo um golpe decisivo para capturar Cartago. No entanto, Basilisco não pressionou sua vantagem e descansou suas forças no Cabo Bon, a 60 quilômetros (37 milhas) de Cartago; uma localização estratégica, pois estava perto do porto de Útica, que, ao contrário de Cartago, não era bloqueado com uma corrente e os ventos empurrariam os navios adversários para a costa. De acordo com os historiadores Michael Kulikowski, Friell e Williams, Genserico fingiu interesse pela paz e propôs uma trégua de cinco dias, a fim de ter tempo para se preparar. Basilisco aceitou, possivelmente a favor de Áspar que se opôs à guerra, a fim de alcançar um compromisso com os vândalos. Heather observa que os romanos pretendiam fortemente evitar um confronto naval, e o arqueólogo George Bass sugere que essa pode ser a razão pela qual Basilisco hesitou em atacar os vândalos.
Genserico montou uma nova frota com vários navios de fogo e, auxiliado por bons ventos, atacou a frota romana na Batalha do Cabo Bon. A frota romana foi derrotada pela combinação dos navios de fogo, ventos ruins e surpresa, com metade dela sendo destruída. Basilisco fugiu com o restante da frota à Sicília, para se consolidar com as forças de Marcelino; seu moral e suprimentos poderiam ter trazido uma vitória, mas Marcelino foi assassinado, possivelmente por ordem de Ricímero. Heráclio, que ainda não havia chegado a Cartago, retornou ao Império Romano do Oriente pelo caminho que veio, e Basilisco retornou a Constantinopla. O custo total dos armamentos à frota foi de 130 mil libras (59 mil quilos) de ouro,[b] mais do que todo o tesouro do Império do Oriente, fazendo com que o Império do Oriente oscilasse acima da falência por mais de 30 anos.
Ao retornar a Constantinopla, Basilisco buscou refúgio na Igreja de Santa Sofia, antes que Verina intercedesse em seu nome para que Leão o perdoasse. Pode ter permanecido mestre dos soldados na presença depois disso, mas em grande parte viveu uma vida de aposentadoria em Heracleia na Propôntida. Áspar era suspeito de induzir Basilisco a trair a expedição, simpatizando com os vândalos e prometendo fazê-lo imperador no lugar de Leão. Friell e Williams também rejeitam isso, comentando que a necessidade de encontrar um bode expiatório é comum em tais desastres e que a acusação é implausível. Uma fonte, Idácio, afirma que Áspar foi destituído de seu posto por expressar suas suspeitas, mas os historiadores Arnold Hugh Martin Jones, John Robert Martindale e John Morris afirmam que isso é quase certamente uma confusão relacionada à desgraça de Ardabúrio, seu filho, que havia dado informações ao Império Sassânida sobre a fraqueza militar do império.
Após o fracasso da invasão da África, Áspar ganhou o poder mais uma vez, e Patrício, seu filho, casou-se em 470 com a filha de Leão, Leôncia Porfirogênita, tornando Patrício o herdeiro presuntivo. O historiador L. M. Whitby sugere que isso pode ter sido uma manobra para acalmar Áspar em uma sensação de segurança. Quando o sentimento antigermânico se levantou, Áspar e Leão lutaram pela influência de Áspar, levando Leão a tê-lo assassinado por suspeitas de conspirações contra ele. Basilisco apoiou Leão em sua luta pelo poder contra Áspar e, posteriormente, Teodorico Estrabão, em 471/2. Áspar e seu filho Ardabúrio foram mortos em 471 por ordem de Leão, e Patrício, gravemente ferido, foi destituído de sua posição como césar e divorciado de Leôncia. Depois disso, Zenão ganhou mais poder sobre a corte. Estrabão tentou vingar Áspar e marchou contra Constantinopla, mas foi repelido por Basilisco e Zenão. Pouco depois, enviou uma série de demandas a Leão na capital e atacou Arcadiópolis e Filipópolis, mas foi obrigado a negociar logo depois por falta de suprimentos.

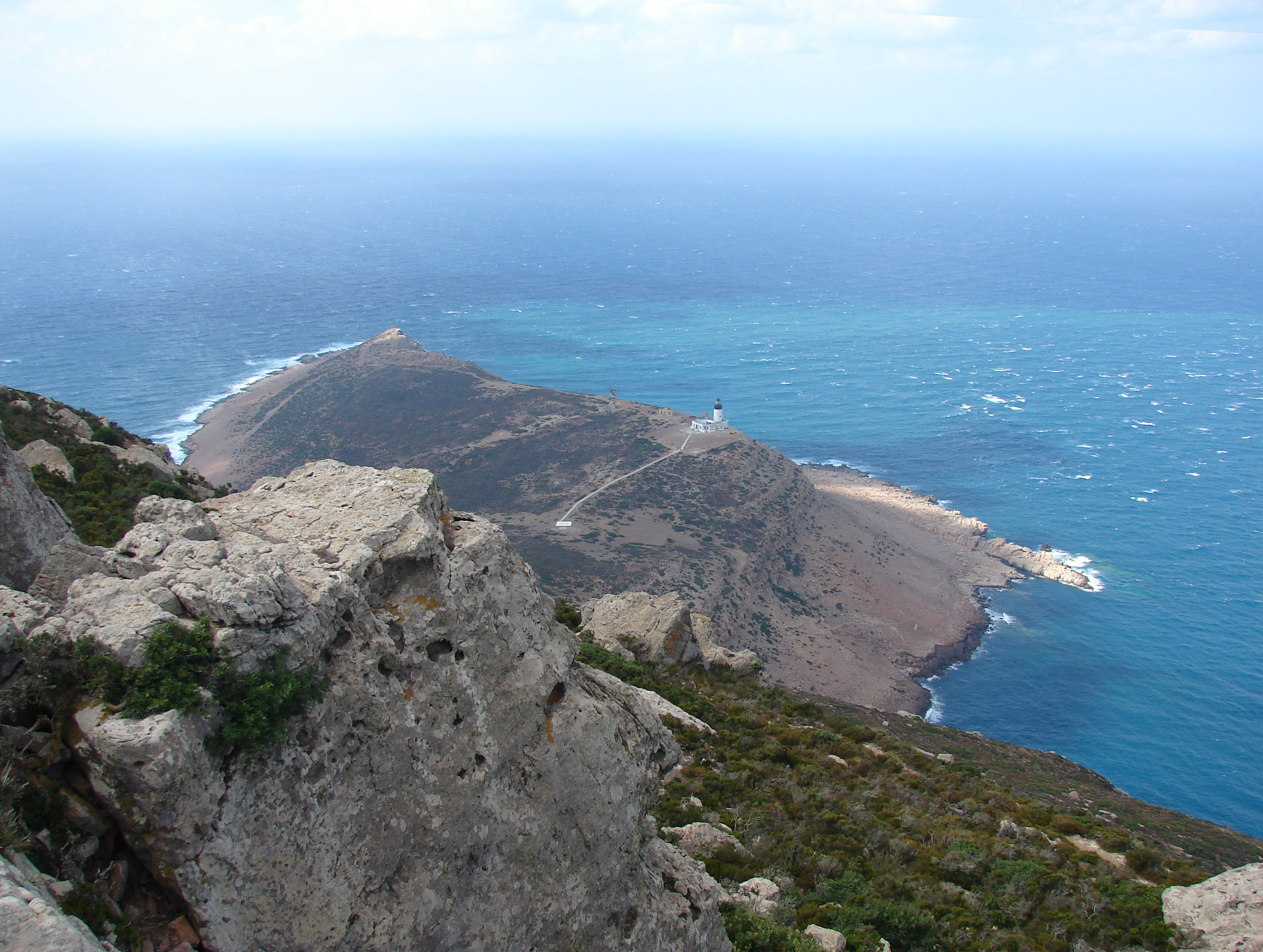
Cabo Bon, atual Tunísia, lugar onde a frota bizantina liderada por Basilisco chegou para lançar um ataque contra Cartago, a capital dos vândalos

### Ascensão ao poder
Quando Leão adoeceu em 473, teve seu neto, Leão II, filho de Zenão e Ariadne, coroado imperador em outubro. Leão morreu em 8 de janeiro de 474, e Leão II assumiu o trono. Zenão foi instalado como coimperador, coroado em 9 de fevereiro, e quando Leão II morreu no outono, Zenão tornou-se o único imperador oriental. Zenão provavelmente teve Teodorico Estrabão destituído de seu papel como mestre dos soldados na presença. Zenão era muito impopular, tanto entre as pessoas comuns quanto entre a classe senatorial, em parte simplesmente porque era um isauro, um povo que havia adquirido má-reputação sob o imperador Arcádio (r. 383–408), e também porque seu governo induziria a uma promoção de colegas isauros a altos cargos.
Embora Verina tenha apoiado a elevação de Zenão como coimperador de Leão II, se voltou contra ele quando se tornou o único imperador. As causas para isso são contestadas. Os bizantinistas Bury e Ernst Stein sugerem que isso foi motivado por ódio pessoal, e Ernest Walter Brooks, historiador e estudioso da língua siríaca, sugere que a origem isaura de Zenão causou diretamente o ódio de Verina e a população. Os historiadores Kamilla Twardowska e W. D. Burgess argumentam que sua etnia provavelmente exacerbou o ódio existente, mas não o causou. Twardowska também rejeita as sugestões de Evágrio Escolástico, especialmente a de ele levar uma "vida dissoluta", afirmando que é comum que historiadores desejem pintar um imperador sob uma luz ruim. O historiador Mirosław Leszka atribui a ação a um simples desejo de poder, e Twardowska teoriza que Verina o apoiou enquanto Leão II era imperador porque ela ainda manteria influência como um parente próximo, mas que não exerceria sobre o próprio Zenão. Zenão tinha a opção de colocar outro filho de um casamento anterior ao trono, ou então seu irmão, Longuinho, o que removeria qualquer resquício da influência de Verina. O cronista bizantino João Malalas afirma que Verina apresentou um pedido que Zenão negou, causando sua conspiração, mas não especifica o pedido; o historiador Maciej Salamon argumentou que este pedido seria colocar Basilisco e seus outros parentes em altos cargos.
Verina conspirou com outros para removê-lo como imperador, e os historiadores geralmente aceitam que planejava instalar seu amante, o mestre dos ofícios Patrício, como imperador e se casar com ele.[c] Ela foi apoiada nesta trama por Teodorico Estrabão, irritado com a coroação de Zenão, e Basilisco, que conseguiu recrutar Ilo e Trocundes, irmãos isauros, bem como seu sobrinho Armato. A trama teve o apoio dos militares, reforçados pela popularidade de Basilisco, e a de Ilo e Trocundes, e também o apoio do senado. A posição do patriarca de Constantinopla, Acácio, não é clara, embora Twardowska considere provável que tenha retido o apoio de ambos os lados até que o resultado fosse claro. A data exata em que a conspiração começou é desconhecida: Salamon argumenta que começou por volta de 473, enquanto Twardowska argumenta que começou somente depois que Zenão assumiu o poder. A conspiração foi bem-sucedida, pois Zenão fugiu à Isáuria em 9 de janeiro de 475, depois de saber da conspiração ou depois de ser convencido por Verina de que sua vida estava em perigo, levando consigo alguns companheiros e fundos. Muitos isauros restantes foram massacrados em Constantinopla quando a notícia de sua fuga se espalhou. Basilisco convenceu o senado a aclamá-lo imperador, em vez de Patrício, e Basilisco foi coroado no palácio de Hebdomão. Imediatamente teve seu filho Marco coroado como césar, e mais tarde coimperador, enquanto sua esposa foi coroada augusta e Patrício foi executado. Zenão passou a residir na fortaleza de Olba, e mais tarde em Esbida. Ilo e Trocundes foram enviados por Basilisco para sitiar Zenão e capturar Longuinho, que Ilo não libertaria até 485.

### Reinado

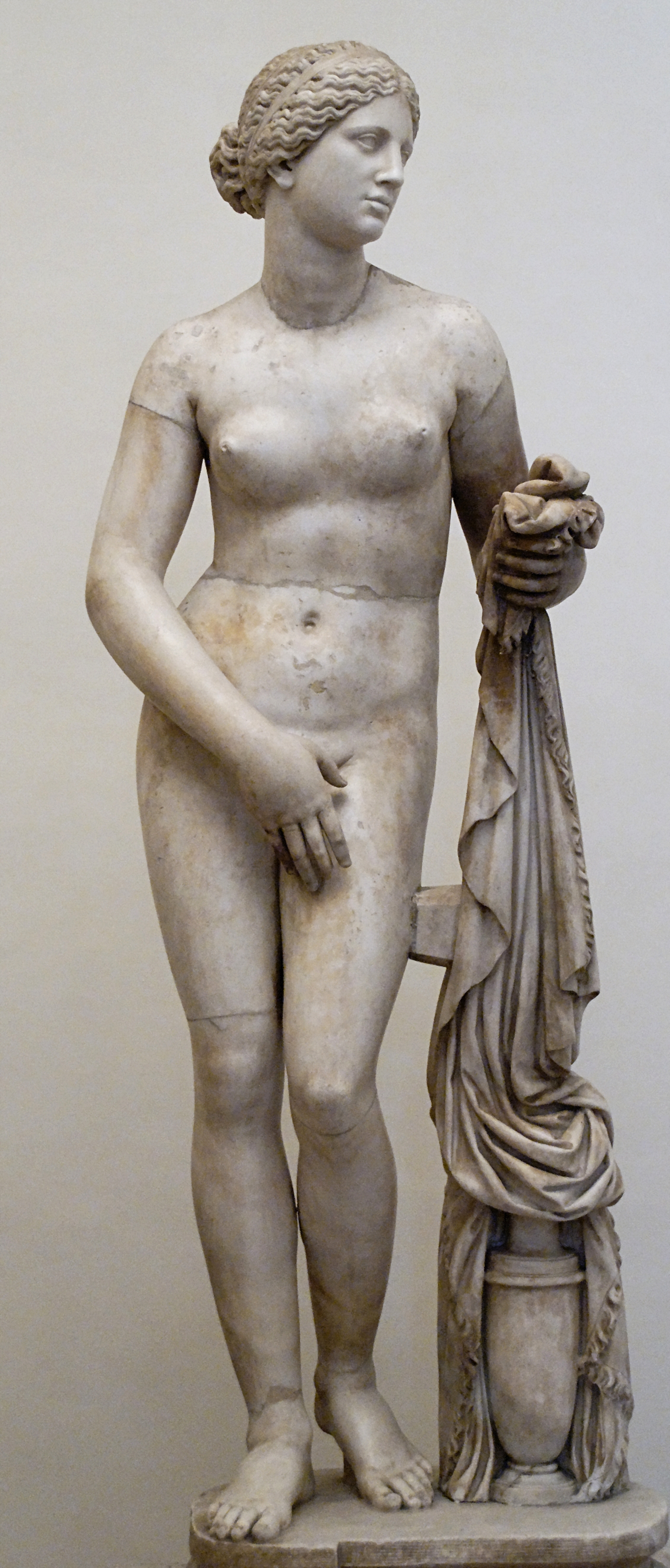
Cópia da Afrodite de Cnido feita após a original ter sido destruída no incêndio de 475/6

Basilisco rapidamente perdeu apoio em Constantinopla, através de uma combinação de impostos pesados e políticas eclesiásticas heréticas, bem como um desastre natural. Um grande incêndio irrompeu no bairro de Calcoprateia em 475/6, antes de se espalhar rapidamente. O incêndio destruiu a Basílica, uma biblioteca contendo 120 mil livros, bem como o Palácio de Lauso, a Afrodite de Cnido, a Atena de Lindos e a Hera de Samos. Como observa Bury, o incêndio serviu como "todos os acidentes em épocas supersticiosas sempre ajudam... a tornar seu governo impopular". Muitos na época viam o fogo como um símbolo da ira divina contra ele.
Embora a ascensão de Basilisco não tenha sido ilegal, já que as usurpações confirmadas pelo Senado eram geralmente consideradas legítimas, isso não acontecia há mais de um século no Império Romano do Oriente. Além disso, era politicamente incompetente e temperamental, alienando muito de seu apoio. Embora Basilisco tenha sido apoiado inicialmente pelas elites do Império Romano do Oriente, nunca ganhou muita popularidade entre as pessoas comuns, enfraquecendo sua legitimidade; seus conflitos com Acácio reduziram seu apoio do povo de Constantinopla, que era fortemente calcedônio. Basilisco foi forçado a cobrar impostos pesados pela quase falência do império, e também a vender cargos públicos por dinheiro. Utilizou o prefeito urbano Epínico, um antigo aliado de Verina, para extorquir dinheiro da Igreja. Verina voltou-se contra Basilisco após a execução de seu amante e começou a conspirar para devolver Zenão ao poder, e buscou refúgio em Blaquerna. Não se sabe se ela fugiu por causa de seu apoio ou começou a apoiar Zenão depois que fugiu, já que a fonte, Cândido, não é clara, mas a Vida de Daniel Estilita afirma que ela permaneceu lá até a morte de Basilisco.
Basilisco fez Armato mestre dos soldados na presença, alegadamente por insistência de Zenonis. Isso virou Teodorico Estrabão contra ele, pois ele odiava Armato. Armato também foi feito cônsul em 476, ao lado do próprio Basilisco. Ilo e Trocundes, sitiando Zenão em sua terra natal, desertaram para ele. Isso geralmente foi atribuído a uma falha em cumprir promessas não especificadas feitas a eles, como dado por Teófanes, o Confessor, que muitos historiadores identificam como uma promessa de torná-los mestres dos soldados, mas Leszka contesta isso, argumentando que Teófanes não especifica as promessas porque as inventou como a explicação mais provável. Leszka questiona que Basilisco confiaria o comando militar a homens para quem mentiu, e argumenta que foram motivados pelo medo de que Basilisco fosse derrubado, ou então pela oposição religiosa. De fevereiro/março de 476, Basilisco permaneceu no Hebdomo, por medo da população da capital; esta notícia pode tê-los motivado, juntamente com cartas recebidas de ministros da capital. Essas cartas informavam que a cidade estava pronta para restaurar Zenão, pois o povo havia se tornado ainda menos favorável a Basilisco devido à "rapacidade fiscal de seus ministros", como Bury coloca. Ilo, possivelmente impulsionado por seu domínio sobre Zenão, por meio da prisão de seu irmão, conseguiu aliá-lo e eles começaram a marchar em direção a Constantinopla com suas forças combinadas.
Basilisco ordenou que Armato assumisse o comando de todas as tropas na Trácia e Constantinopla, bem como a guarda do palácio, e os liderasse contra os três. Apesar de seu juramento de lealdade, Armato traiu Basilisco quando Zenão ofereceu fazê-lo mestre dos soldados na presença vitaliciamente, e seu filho, Basilisco, seria coroado césar. Ele permitiu que Zenão passasse para Constantinopla sem impedimentos, tomando uma estrada separada daquela em que Zenão estava viajando para evitar confrontá-lo e marchou à Isáuria. Zenão entrou em Constantinopla sem oposição em agosto. Basilisco e sua família fugiram e se refugiaram em uma igreja, saindo apenas quando Zenão prometeu não executá-los. Zenão os exilou para Limnas na Capadócia,[d] onde foram presos em uma cisterna seca, e deixados para morrer de fome. De acordo com algumas fontes, foram decapitados.

#### Políticas religiosas
Durante o século V, uma questão religiosa central foi o debate sobre como a natureza humana e divina de Jesus Cristo estava associada, após a controvérsia ariana. A Escola de Alexandria, incluindo teólogos como Atanásio, afirmou a igualdade de Cristo e Deus e, portanto, se concentrou na divindade de Cristo. A Escola de Antioquia, incluindo teólogos como Teodoro de Mopsuéstia, determinada a não perder o aspecto humano de Cristo, focou em sua humanidade. Pouco antes de Marciano se tornar imperador, o Segundo Concílio de Éfeso foi realizado em 449. O concílio declarou que Jesus tinha uma natureza divina unida, chamada miáfise; isso foi rejeitado pelo papa e pelo patriarca de Constantinopla por causa de disputas sobre a cristologia, já que o ambos viam a crença na miáfise como herética. Marciano convocou o Concílio de Calcedônia em outubro de 451, com a presença de cerca de 500 bispos, a maioria deles romanos orientais. Este concílio condenou o Segundo Concílio de Éfeso e concordou que Jesus tinha uma natureza divina (fise) e uma natureza humana, unida em uma pessoa (hipóstase), "sem confusão, mudança, divisão ou separação". O concílio também repetiu a importância da Sé de Constantinopla no Cânone 28, colocando-a firmemente em segundo lugar atrás da Sé de Roma, e dando-lhe o direito de nomear bispos no Império Romano do Oriente, colocando-a sobre as Sés de Alexandria, Jerusalém e Antioquia.
Basilisco subiu ao poder durante uma época em que a facção miafisista estava crescendo em poder, e suas tentativas de aliá-los a si saíram pela culatra severamente. O historiador Jason Osequeda postula que o erro de Basilisco foi "aparecer como o membro de uma esfera tentando se intrometer na outra, em vez de usar influência e negociação para alcançar sua plataforma", e que não sabia de seu status de estranho, fazendo com que fosse visto como "tentando usurpar não apenas uma coroa terrena, mas também uma espiritual". Alguns historiadores consideram provável que Zenonis tenha influenciado Basilisco em direção ao miafisismo. Basilisco fez com que Teoctisto, um miafisista, se tornasse mestre dos ofícios, e recebeu o patriarca miafisista Timóteo Eluro, que retornou de seu exílio na Crimeia após a morte de Leão. Por eles, Basilisco foi persuadido a atacar os princípios calcedônios. Basilisco restaurou Timóteo Eluro como patriarca de Alexandria, e Pedro como patriarca de Antioquia. Sob seu reinado, o Terceiro Concílio de Éfeso foi realizado em 475, presidido por Timóteo Eluro, que condenou oficialmente o Concílio de Calcedônia, e uma carta sinodal foi enviada a Basilisco solicitando que o patriarca Acácio fosse destituído de seu papel. O historiador Richard Price argumenta que a associação de Basilisco com Timóteo Eluro também reduziu seu apoio, pois alguns rumores sugeriram que Timóteo teve um papel no assassinato de Protério de Alexandria, um calcedônio, e seus laços com Timóteo foram vistos como uma aprovação tácita desse assassinato.
Basilisco emitiu uma encíclica em 9 de abril de 475,[e] que promoveu os três primeiros concílios ecumênicos da igreja (Niceia, Constantinopla e Éfeso) e condenou o Concílio de Calcedônia e o Tomo de Leão. Embora recebido com entusiasmo em Éfeso e no Egito, resultou em indignação dos mosteiros, bem como na alienação do patriarca Acácio e da população fortemente calcedônia da capital. Repudiando o Concílio de Calcedônia, invalidou o Cânone 28, o que terminou o controle de Acácio sobre as sés orientais, e como tal Acácio recusou-se a assiná-lo. Acácio cobriu a Igreja de Santa Sofia de preto,[f] e liderou uma congregação em luto. Isso fez com que Basilisco deixasse a cidade, e uma parte significativa da cidade apoiou o retorno de Zenão. O popular estilita (monge do pilar) Daniel, o Estilita, a quem Basilisco estava tentando trazer para o seu lado, rejeitou seus esforços após a publicação da encíclica e desceu de seu pilar para orar ao lado de Acácio, marcando Basilisco como um "segundo Diocleciano" por seus ataques à igreja.
Há algum debate sobre as diferenças entre a encíclica apresentada por Evágrio Escolástico e a de Pseudo-Zacarias Retórico. Notavelmente, a versão de Evágrio não contém algumas das referências ao Concílio de Niceia e ao Segundo Concílio de Éfeso, tornando-a menos extrema. Philippe Blaudeau sugere que a apresentada por Evágrio foi uma versão modificada apresentada a Acácio, pois seria mais palatável para ele; bem como que a linguagem do original teria feito os eutiquianos acreditarem que Timóteo e Basilisco concordavam com eles, e o documento subsequente esclareceu suas posições. O consenso atual entre os historiadores é que a versão de Evágrio era a original, tornada mais extrema após o Terceiro Concílio de Éfeso. Alguns argumentos foram feitos por Eduard Schwartz, Hanns Brennecke e René Draguet que Basilisco aprovou o texto de Evágrio, mas que a versão mais extrema foi escrita por Paulo, o Sofista. Seja qual for o caso, Basilisco logo anulou sua encíclica, emitindo uma nova carta apelidada de "antiencíclica",[g] revogando sua encíclica anterior, reafirmando a condenação da heresia e restaurando os direitos do cânone 28 a Acácio, mas não mencionou explicitamente o Concílio de Calcedônia. Notavelmente, a primeira encíclica também afirmou o direito de um imperador ditar e julgar a doutrina teológica, subsumindo a função de um concílio ecumênico, e é redigida como um édito imperial. Embora Acácio e Basilisco tivessem brigado desde os primeiros meses de seu reinado, Daniel mais tarde desempenhou o papel de um diplomata, reconciliando-os perto do final do reinado deste último, antes de Zenão retomar Constantinopla. Todos os éditos religiosos de Basilisco foram anulados pelo prefeito pretoriano Sebastiano em dezembro de 477, por ordem de Zenão.

## Na cultura popular
Basilisco é parte de uma peça de 1669 escrita por William Killigrew, A Tragédia Imperial (The Imperial Tragedy), na qual aparece como um fantasma, durante o segundo reinado de Zenão.